# Махасангхика
Махасангхика (Санскрит: महासांघिक IAST: mahāsāṃghika; кит. трад. 大眾部, пиньинь dàzhòng-bù, букв. — Большая сангха, Великое собрание) — «учение большинства», направление в буддизме, появившееся после раскола в общине на Втором буддийском соборе (по другим источникам направление появилось ещё во время Первого буддийского собора).

## История
Согласно известной китайской версии, на Первый буддийский собор, оформивший направление Тхеравады, не смогла попасть большая часть учеников Будды Шакьямуни. Поэтому эти ученики организовали альтернативный буддийский собор и записали собственный канон. Собором, сформировавшим раннюю школу Махасангхики, руководил Васпа.
Большинство источников относят появление школы Махасангхика ко Второму буддийскому собору. Свидетельства, касающиеся Второго собора, запутанны и неоднозначны, однако считается, что основным его результатом стал раскол сангхи на две школы — Стхавиравада и Махасангхика. При этом, согласия относительно причин этого раскола пока не наблюдается. Эндрю Скилтон предположил, что проблему различных свидетельств решает Шарипутра-париприччха, документ, который является древнейшим сохранившимся свидетельством о расколе. Согласно этому документу, собор был созван на Паталипутре по вопросам Винаи, а раскол произошёл потому, что большинство участников (Махасангхика) отказалось принимать дополнение к правилам, предложенное меньшинством (Стхавиравада). Из-за этих правил махасангхики решили, что стхавиравады пытаются изменить оригинальную Винаю и становятся отступниками.
Исследователи пришли к общему согласию относительно того, что причиной раскола стало именно обсуждение Винаи, и отмечают, что свидетельства школы Махасангхика поддерживаются самими текстами Винаи, а тексты школы Стхавиравада содержат больше правил, чем тексты школы Махасангхика. Современная наука в целом соглашается с тем, что Виная Махасангхики является старейшей. Согласно Скилтону, в будущем учёные могут решить, что исследование школы Махасангхика будет способствовать лучшему пониманию ранней Дхармы-Винаи, чем школы Тхеравада.
Согласно более старой научной версии, махасангхики были не согласны с рядом жёстких правил социальной жизни монахов, поэтому на Втором буддийском соборе были подняты десять вопросов, включая вопросы трапезы и денежного пожертвования. При этом махасангхики отстаивали интересы мирян, которые хотели, чтобы община состояла не только из монахов. Собор не поддержал нововведения, но махасангхики не согласились с решением собора и покинули собрание.
В дальнейшем махасангхики из-за их присутствия на севере Индии образовали северную традицию (бэйчуань, 北传), в которой присутствовало 20 дочерних школ, из которых наиболее заметными считаются две: локоттаравада и экавьявахарика («те, чья практика дает результаты в одно мгновение»). Последователи всех школ к I веку н. э. активно использовали праджняпарамитские сутры, которые являлись ключом к трансформации «от рационализации раннего буддизма к интуизации содержания сознания адептов».
Ряд исследователей считают, что Махасангхика являлась основой для последующих школ махаяны. Е.А. Торчинов даже называет Махасангхику "протомахаяной"

## Учение
Одной из основных причин разногласий на втором буддийском соборе также послужили разногласия о природе архата: представители Тхеравады заявляли, что архаты совершенно лишены тревог и в этом подобны Будде, а представители отколовшейся от Тхеревады Махасангхики заявляли, что в архатах всё ещё присутствуют страстные желания. Архат Махадева высказал следующие положения, которые окончательно сформировали Махасангхику:
1. у архата может быть скрытая похоть;
2. у архата может быть незнание чего-либо;
3. у архата могут быть сомнения;
4. в вопросах духовности архат больше полагается на знания других, чем на свой опыт;
5. архат «может нарушать правила медитации неуместными возгласами».

Одновременно Махасангхика в отличие от ватсипутриев, самматиев, сарвастивадинов и пурвашайлов отказывалась признать, что нирвану можно «потерять», в чём они были согласны с Тхеравадой и саутрантикой. В то же время буддологи Р. Бусвелл и П. С. Джайни указывали, что небольшая часть махасангхиков имела противоположное мнение. Ослабляя духовный уровень архата, Махасангхика при этом ставила будд и бодхисаттв на «надмирный» уровень.
Махасангхика имела свой канон, состоявший из пяти разделов: Виная-питака, Самъютта-питака (второй раздел в Палийском каноне), Абхидхарма-питака, Сутра-питака и Дхарма-питака. Также существовали и отдельные тексты, например, «Пратимокша-сутра».
Махасангхика считала, что сознание, которое школа сравнивала со светильником, может авторефлексировать, что проявляется в «способности познавательных актов отражать наряду с внешними объектами также самих себя». В отличие от других школ, Махасангхика также настаивала на том, что осознание звука и осознание осязания может возникать в потоке сознания одновременно.
Некоторые исследователи трактуют известную информацию о школе в пользу того, что Махасангхика считала деление на сансару и нирвану не соответствующим реальности.
Символами учения Махасангхики являлись жёлтый цвет и морская раковина. В учении также значительная роль отводила чудесам, совершённым, как считается, Буддой. Махасангхика также считала, что тело Будды было совершенным и не содержало «нечистот».